# Lygodactylus ornatus
Lygodactylus ornatus este o specie de șopârle din genul Lygodactylus, familia Gekkonidae, descrisă de Pasteur 1965. A fost clasificată de IUCN ca specie în pericol. Conform Catalogue of Life specia Lygodactylus ornatus nu are subspecii cunoscute.